# OS-9
OS-9, OS9 – system operacyjny stworzony w roku 1980 przez firmę Microware na komputery oparte na procesorze Motorola 6809. System był następnie w roku 1983 zaimplementowany na komputerach z procesorami z rodziny Motorola 68000. W roku 1989 jądro systemu zostało przepisane z assemblera na język C (dla uzyskania lepszej przenośności) i system został zaimplementowany na procesorach Intel 80386 i PowerPC, początkowo pod nazwą OS-9000.
OS-9 jest systemem wielodostępnym (własność unikalna wśród komputerów opartych na mikroprocesorach 8-bitowych), optymalizowanym do zastosowań w systemach czasu rzeczywistego. Jądro systemu jest bardzo zwarte, w oryginalnej wersji na procesor 6809 miało 4 kB, zaś podsystem obsługi operacji wejścia/wyjścia jest wysoce modularny, ładowane są wyłącznie moduły niezbędne do obsługi obecnych w systemie urządzeń. Cały system może być umieszczony w pamięci ROM, dzięki czemu komputer z tym systemem nie wymaga zewnętrznej pamięci masowej do uruchomienia i załadowania systemu. Dzięki konsekwentnemu stosowaniu modularności i kodu wielobieżnego system był w stanie funkcjonować nawet z bardzo niewielkich rozmiarów pamięcią operacyjną. Struktura systemu plików przypomina nieco znaną z systemu UNIX, ale każde fizyczne urządzenie jest korzeniem własnego drzewa katalogów.
Obecnie system OS-9 jest wciąż używany, przede wszystkim jako system wbudowany w rozmaitych urządzeniach. Jest też użytkowany przez hobbystów, wersje OS-9 zostały zaimplementowane m.in. na komputerach TRS-80 i Atari ST.
Gdy w roku 1999 firma Apple wypuściła koleją wersję swego systemu operacyjnego, nazwaną MAC OS 9, Microware wniosła pozew o naruszenie jej znaku towarowego. Sąd uznał jednak, że prawdopodobieństwo pomylenia obydwu produktów jest niewielkie i oddalił pozew.
OS-9 wykorzystywany jest w systemie sterowania ruchem w warszawskim metrze.